# Changde
Changde (en chino, 常德; pinyin, Chángdé (escuchar)ⓘ), llamada en tiempos antiguos como Wuling y Dingzhou, es una ciudad-prefectura en la provincia de Hunan, República Popular China. Situada en las orillas del río río Yuan, limita al norte con la provincia de Hubei, al sur y este con Yiyang y al oeste con Zhangjiajie. Changde colinda con el lago Dongting al este, la ciudad de Yiyang al sur, las montañas Wuling y Xuefeng al oeste y la provincia de Hubei al norte. Su área es de 18 177 km² y su población total para 2018 superó los 5,8 millones de  habitantes. 

## Administración
La ciudad-prefectura de Changde se organiza en 9 localidades que se administran en 2 distritos urbanos, 1 ciudad suburbana y 6 condados rurales.
En Distrito Wuling es la sede del poder ejecutivo, el legislativo y el judicial, junto con la sede del Partido Comunista y la oficina de seguridad pública municipal. Wuling se encuentra en la orilla izquierda del río Yuan. Frente a Wuling se encuentra el centro administrativo del distrito Dingcheng.
| Mapa | Mapa     | Mapa                                     | Mapa          | Mapa                   | Mapa       | Mapa               | Mapa                   |
| --- | -------- | ---------------------------------------- | ------------- | ---------------------- | ---------- | ------------------ | ---------------------- |
| Dtto. Wuling Dingcheng · (Distrito) ※ Anxiang · County Hanshou · County Condado Li Linli · County Taoyuan · County Shimen · (Condado) Jinshi · (city) |          |                                          |               |                        |            |                    |                        |
| Nombre | En chino | Sede administrativa                      | Código Postal | Población (censo 2010) | Área (km²) | Densidad (por km²) | Población (censo 2000) |
| Distritos |          |                                          |               |                        |            |                    |                        |
| Distrito Wuling | 武陵区   | Nanping Subdistrict (南坪街道)           | 415000        | 620,973                | 412        | 2,084              | 509,940                |
| Distrito Dingcheng | 鼎城区   | Hongyun Subdistrict (红云街道)           | 415100        | 837,563                | 2340       | 342                | 836,799                |
| Ciudades |          |                                          |               |                        |            |                    |                        |
| Jinshi City | 津市市   | Xianyang Street Subdistrict (襄阳街街道) | 415400        | 251,064                | 556        | 450                | 243,242                |
| Condados |          |                                          |               |                        |            |                    |                        |
| Condado Shimen | 石门县   | Chujiang Town (楚江镇)                   | 415300        | 599,475                | 3970       | 151                | 673,435                |
| Condado Li | 澧县     | Liyang Town (澧阳镇)                     | 415500        | 827,021                | 2075       | 399                | 824,902                |
| Linli County | 临澧县   | Anfu Town (安福镇)                       | 415200        | 401,071                | 1204       | 333                | 411,971                |
| Anxiang County | 安乡县   | Shenliu Town (深柳镇)                    | 415600        | 525,619                | 1086       | 484                | 543,602                |
| Hanshou County | 汉寿县   | Longyang Town (龙阳镇)                   | 415900        | 799,497                | 2091       | 383                | 764,213                |
| Taoyuan County | 桃源县   | Zhangjiang Town (漳江镇)                 | 415700        | 854,935                | 4442       | 192                | 932,77                 |

## Toponimia
El topónimo Changde [/Chang-Də/] se compone de los sinogramas Chang (constancia) y De (virtud).
El nombre aparece en el 1117 durante la dinastía Song del Norte, cuando se estableció la unidad administrativo-militar Changde (常德军), tomando el significado de una frase del Clásico de Poesía·Changwu (诗经·常武) "tener virtud constante (常德 Chángdé) para emprender acciones militares" (立武事 Tachi buji). El nombre fue elegido para enfatizar la importancia de la virtud en la administración local.

## Historia
La ciudad es conocida por sus muchos sitios de la Edad de Piedra. Alrededor de 500 de ellos han sido descubiertos hasta la fecha.
La zona está habitada por el hombre desde hace unos 8000 años. En ese tiempo, la ciudad ha cambiado de nombre varias veces, pero se conoce como Changde desde el siglo XII. La ciudad es conocida por la batalla de Changde durante la segunda guerra sino-japonesa (1937-45) y las atrocidades cometidas entonces por el Ejército Imperial Japonés.
En la última década, la ciudad ha experimentado un enorme auge de la construcción. Han surgido nuevos rascacielos, se han reconstruido carreteras y se han abierto nuevas escuelas, parques y museos. Los lugareños y los turistas visitan a menudo el Muro de la Poesía de Changde, cubierto con una variedad de poemas, en su mayoría de la antigua China. El muro se extiende a lo largo de 3 kilómetros (1,9 millas) a lo largo del centro del río Yuan y funciona como muro de contención. Figura en el Libro Guinness de los Récords como el muro con artes grabadas más largo del mundo.
La ciudad fue lugar de la batalla de Changde.

## Clima
El mes más frío de la ciudad es enero con 4.7C y julio el más caliente con 29C
| Parámetros climáticos promedio de Changde (1971-2000) | Parámetros climáticos promedio de Changde (1971-2000) | Parámetros climáticos promedio de Changde (1971-2000) | Parámetros climáticos promedio de Changde (1971-2000) | Parámetros climáticos promedio de Changde (1971-2000) | Parámetros climáticos promedio de Changde (1971-2000) | Parámetros climáticos promedio de Changde (1971-2000) | Parámetros climáticos promedio de Changde (1971-2000) | Parámetros climáticos promedio de Changde (1971-2000) | Parámetros climáticos promedio de Changde (1971-2000) | Parámetros climáticos promedio de Changde (1971-2000) | Parámetros climáticos promedio de Changde (1971-2000) | Parámetros climáticos promedio de Changde (1971-2000) | Parámetros climáticos promedio de Changde (1971-2000) |
| Mes                                                   | Ene.                                                  | Feb.                                                  | Mar.                                                  | Abr.                                                  | May.                                                  | Jun.                                                  | Jul.                                                  | Ago.                                                  | Sep.                                                  | Oct.                                                  | Nov.                                                  | Dic.                                                  | Anual                                                 |
| ----------------------------------------------------- | ----------------------------------------------------- | ----------------------------------------------------- | ----------------------------------------------------- | ----------------------------------------------------- | ----------------------------------------------------- | ----------------------------------------------------- | ----------------------------------------------------- | ----------------------------------------------------- | ----------------------------------------------------- | ----------------------------------------------------- | ----------------------------------------------------- | ----------------------------------------------------- | ----------------------------------------------------- |
| Temp. máx. media (°C)                                 | 8.3                                                   | 10.0                                                  | 14.3                                                  | 21.3                                                  | 26.1                                                  | 29.3                                                  | 32.9                                                  | 32.2                                                  | 27.6                                                  | 22.4                                                  | 16.7                                                  | 11.4                                                  | 21.0                                                  |
| Temp. mín. media (°C)                                 | 2.0                                                   | 3.7                                                   | 7.4                                                   | 13.6                                                  | 18.5                                                  | 22.2                                                  | 25.2                                                  | 24.9                                                  | 20.2                                                  | 14.8                                                  | 9.3                                                   | 4.2                                                   | 13.8                                                  |
| Precipitación total (mm)                              | 60.1                                                  | 67.1                                                  | 114.6                                                 | 169.6                                                 | 162.8                                                 | 208.9                                                 | 152.4                                                 | 129.9                                                 | 73.1                                                  | 81.4                                                  | 64.7                                                  | 38.9                                                  | 1323.5                                                |
| Días de precipitaciones (≥ 1 mm)                      | 11.8                                                  | 11.6                                                  | 16.1                                                  | 16.6                                                  | 14.9                                                  | 14.5                                                  | 11.4                                                  | 10.1                                                  | 9.5                                                   | 12.0                                                  | 9.8                                                   | 8.4                                                   | 146.7                                                 |
| Horas de sol                                          | 83.1                                                  | 68.5                                                  | 80.8                                                  | 116.7                                                 | 149.9                                                 | 150.0                                                 | 224.0                                                 | 213.2                                                 | 155.0                                                 | 135.3                                                 | 118.7                                                 | 106.8                                                 | 1602.0                                                |
| Humedad relativa (%)                                  | 80                                                    | 80                                                    | 82                                                    | 81                                                    | 80                                                    | 82                                                    | 79                                                    | 80                                                    | 80                                                    | 80                                                    | 79                                                    | 77                                                    | 80.0                                                  |
| Fuente: 中国气象局                                    |                                                       |                                                       |                                                       |                                                       |                                                       |                                                       |                                                       |                                                       |                                                       |                                                       |                                                       |                                                       |                                                       |